# Fætter Højben
Fætter Højben (engelsk: Gladstone Gander) er Anders Ands heldige fætter. Han blev første gang set i historien "Kæphøje krystere" (Wintertime Wager, januar 1948), hvor han vil smide Anders ud af hans hus på grund af et væddemål. Trods dette familieforhold er Højben ifølge det engelske navn Gladstone Gander slet ikke en and, men en gase. Han blev en enkelt gang i første danske årgang kaldt Fætter Erik.
Han er skabt af Carl Barks, der ikke var tilfreds med figuren: han mente ikke, at han fik skabt samme sympati for ham som for de andre figurer. 
I flere af Barks' historier fremstilles Højbens konstante held som en forbandelse: Han vinder samtlige julelotterier, men ender med at vandre omkring alene i den kolde sne med sine usælgelige kalkuner. Og han lægges for had og udspioneres af sin familie pga. sit held og betragter det mere som en æressag end et privilegium, at han ikke behøver at arbejde; han skammer sig over den femogtyveøre, han tjente, da han i "et svagt øjeblik tog et job". 